# Луї Каравак
Луї Каравак (фр. Louis Caravaque; 31 січня 1684, Марсель — 23 червня 1754, Санкт-Петербург) — французький художник і викладач першої половини 18 ст., що працював переважно в Російській імперії.

## Життєпис

### Ранні роки
Народився в місті Марсель в гасконській родині. Походить з художньої родини. Батько був художником-декоратором вітрильників в порту, брати Жозеф та Жан Батист — були скульпторами. Отримав достатню освіту (ймовірно, ще в родині), щоби витримувати вимоги до художника-декоратора і портретиста.

### Перехід на службу в Санкт-Петербурзі
У 1715 помер король Франції Людовик XIV. Московитський цар Петро І, заклопотаний залученням іноземних фахівців в новостворену столицю, скористався розгубленістю в стані французьких митців, що залишились без замовлень. Власним агентам був наданий наказ спокушати вигідними умовами праці у московитського царя та сприяти їх переїзду в Санкт-Петербург. Освічені і талановиті митці, добре укорінені в державних, мистецьких закладах Франції, не поспішали переходити на службу до маловідомого володаря маловідомої країни. Тому на спокуси відгукнулися або провінційні майстри, або мало пов'язані з художньою практикою попереднього короля, або молодь, схильна до авантюр. Агентом царя П. Лефортом (братом Франца Лефорта) і був підписаний контракт з молодим художником Луї Караваком з Марселя. Так в першу генерацію французьких чи франкомовних митців, що прибули в Петербург, потрапили художник-декоратор Філіп Пільман, скульптор Ніколя Піно, садівник і ландшафтний архітектор Олександр Леблон, італійський скульптор і інженер Карло Бартоломео Растреллі, що залишися в Парижі без замовлень і без перспектив на майбутнє.
Майстри по різному будуть задіяні в новій столиці — в залежності від примхливих змін самого Петра І та тиску на новоприбулих могутнього фаворита Олександра Меншикова. Швидкий і рішучий в діях Меншиков правив столицею і країною в місяці відсутності царя, не забуваючи про щоденне розкрадання державного майна і власне збагачення. Власному збагаченню фаворита і сприяли новоприбулі фахівці, задіяні на будівельних і декоративних роботах в численних палацах фаворита, де той проводив проби майстерності новоприбулих. Схильні мовчати, аби мати замовлення в обмін на послуги, або підкорятися могутньому фаворитові, в столиці роками працюватимуть Філіп Пільман, Луї Каравак, Доменіко Трезіні, Карло Бартоломео Растреллі та його молодий син Вартоломей Растреллі. Не схильний гнути спину перед фаворитом Олександр Леблон зійдеться в конфлікті з самим Меншиковим. А той доклав зусиль і зруйнував непідкореному французові спочатку кар'єру, а потім і саме життя.
Доля Луї Каравака на цьому небезпечному тлі склалася досить вдало. У 1716 прибув у Санкт-Петербург.

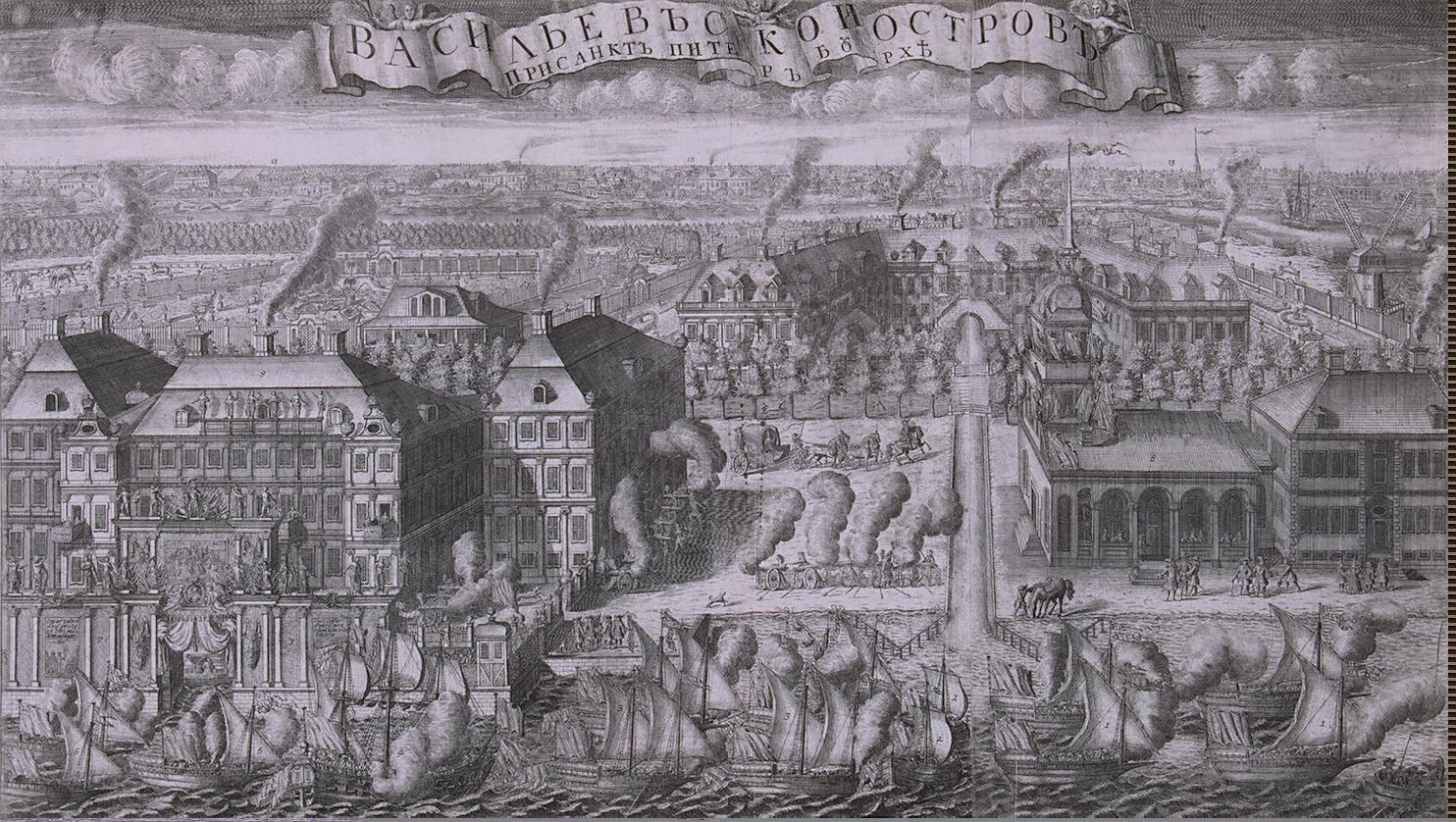
Садиба Меншикова з посольським палацом і бароковим садом, 1715, гравер О. Зубов
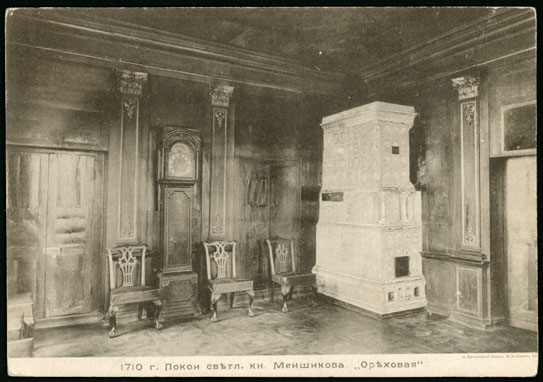
Горіховий кабінет Меншиковського палацу в Петербурзі
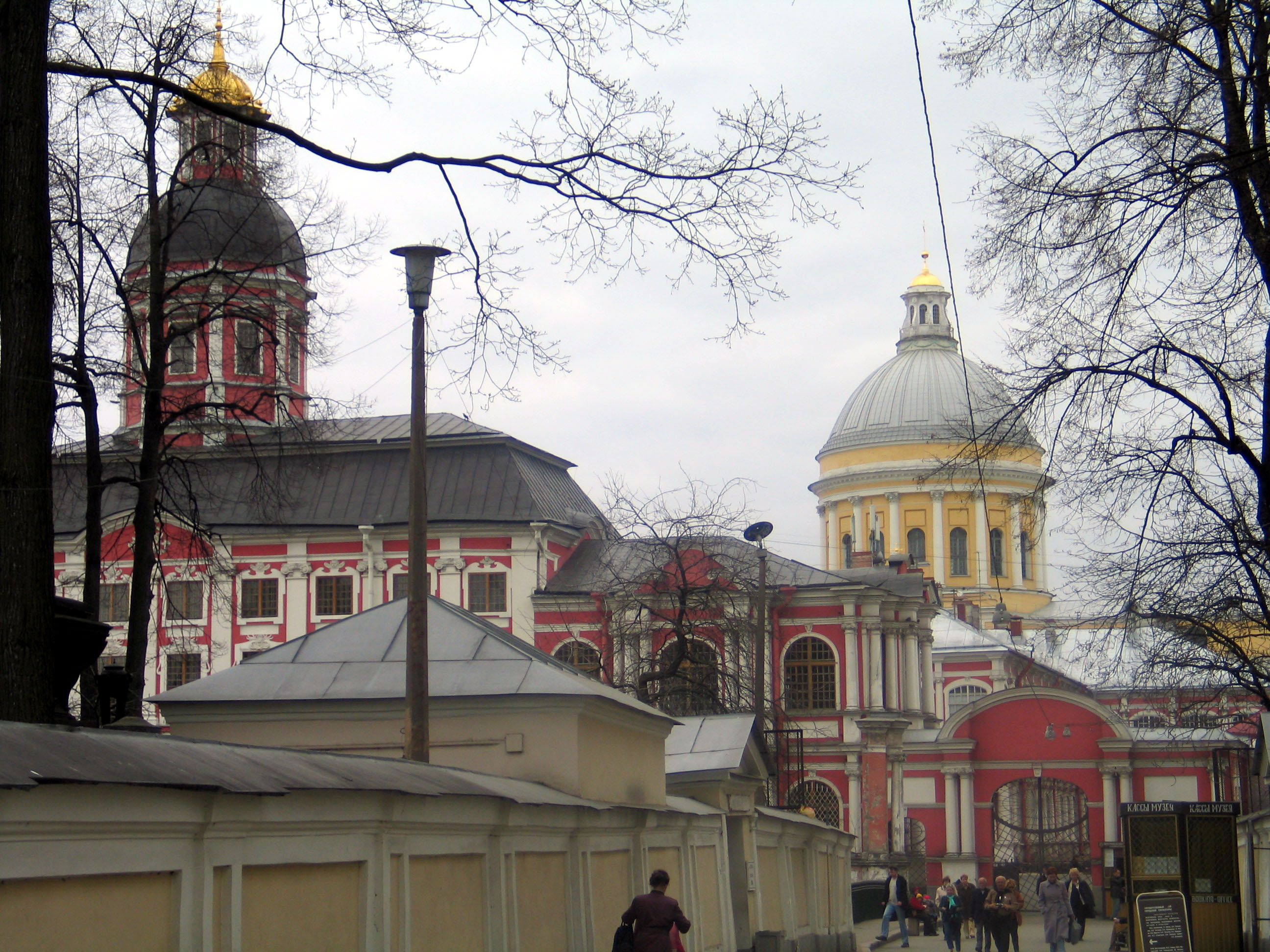
Олександро-Невський монастир, майбутня лавра
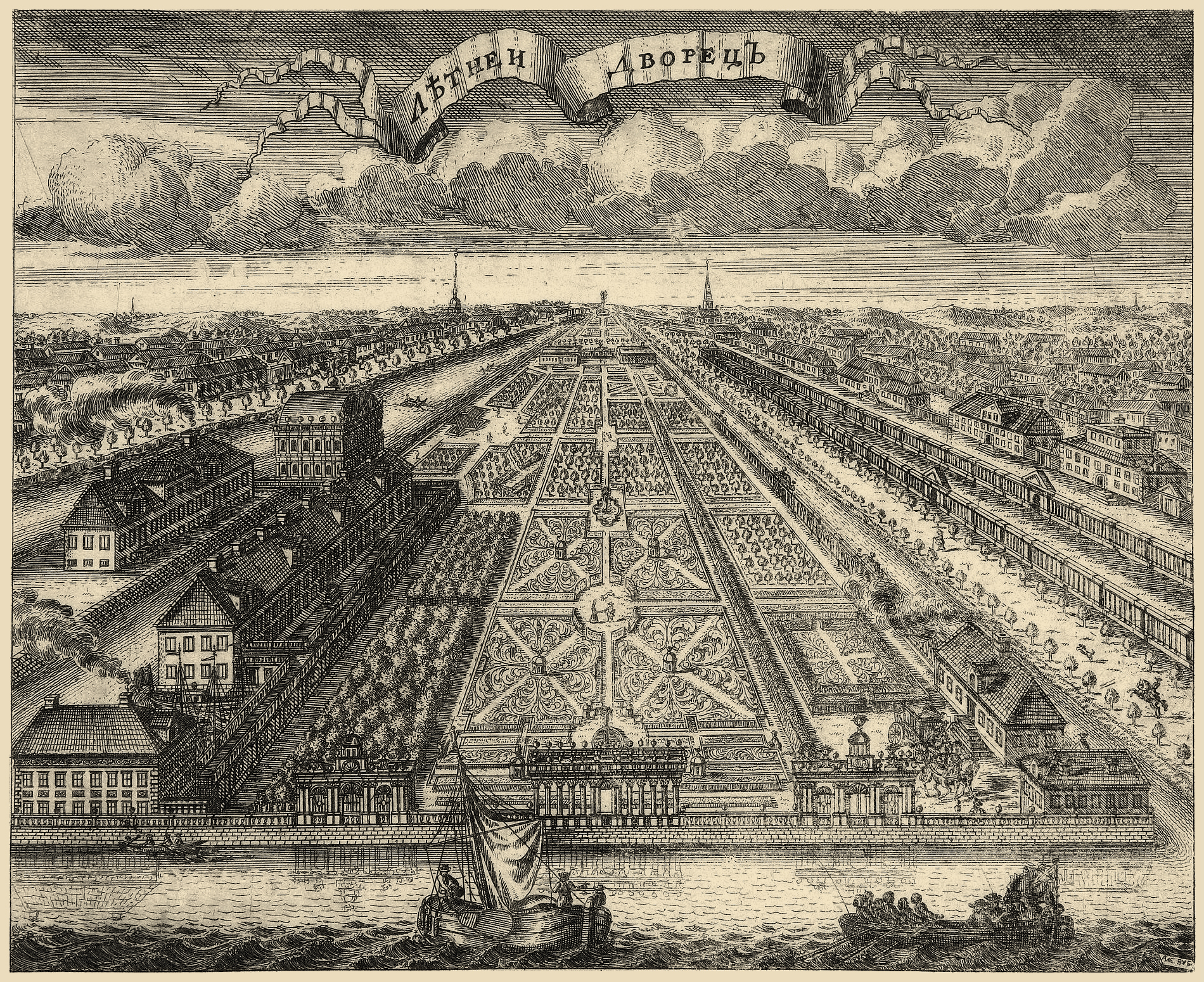
Гравер Олексій Зубов. Літний сад і Літний палац, резиденція царя, 1716

### Творча і викладацька діяльність

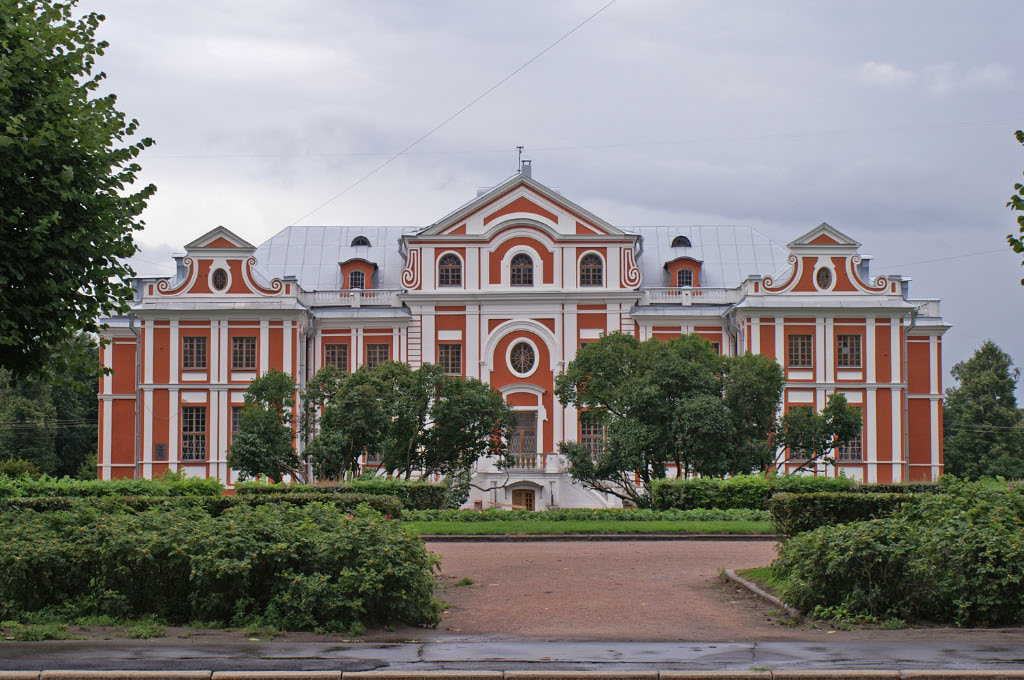
Кікіни палати. Санкт-Петербург, 1714

Ще в контракті Каравак погодився як виконувати художні роботи, так викладати художню майстерність учням, яких тому надасть сам цар. Луї Каравак матиме російських учнів, серед яких були Іван Вишняков, Олексій Антропов, М.Захаров. Луї Каравака навіть вистачить на запровадження в власній майстерні елементів академічного виховання європейського зразка — копіювання і знайомство з уславленими зразками попередніх майстрів, малювання з напівоголеної натури тощо.
Вже з перших років перебування в Петербурзі був задіяний як портретист. У 1716 та 1722 пише портрети царя Петра І, його дружини Катерини, дітей на онуків (двох дітей царевича Олексія). З 1718 проходив по відомству Канцелярії від будівництва. Працював художником-декоратором, створював плафони, брав участь в декоруванні тимчасових тріумфальних споруд. Відомий як дизайнер, що виконав зразки для створення монет і медалей, а також картонів для гобеленів петербурзької Шпалерної мануфактури.

### Реформи в країні холопів
Ставлення до вихідця з Франції було досить прихильне, про що свідчить подарунок портретисту будинку для житла царем Петром І — на Василівському острові неподалік від Меншиковського палацу. Деякий час за намаганням царя саме Василівський острів вважали центром столиці. Цар був головним власником в державі. Ставлення до Каравака нагадувало ставлення царя до служилого дворянства: лише за добру службу всі вони мали отримати якесь майно, але тільки з рук головного власника в державі. В Московії і згодом Російській імперії ще нема уяви про приватну власність підлеглих чи їх автономність. Звідси легкість конфіскації майна за провину перед царем, легкість конфіскації земель і майна монастирів і церков (вилучення дзвонів заради переливання в гармати Петром І, конфіскація монастирських земель імператрицею Катериною II, передача дворянам державних селян в кріпаки та інше). Всі стани в державі були закріпачені і вважались холопами царя. Освіченим холопом царя був і художник з Марселя.
У Каравака була унікальна можливість спостерігати за заснуванням Морської академії в Петербурзі, створенням Колегій (аналог сучасних міністерств), запровадженням в побут петербурзьких дворян — асамблей. Знав він і про драматичну втечу царевича Олексія за кордон, міг бачити урочисті поховання представників царської родини, смерті малих дітей Петра І. Знав про доноси, шпигунство, про вельмож-крадіїв, злочинність Меншикова і тиранічне правління царя. Але сміливий аналіз петербурзьких подій насмілюються робити лише освічені дипломати іноземних держав, котрі з подивом спостерігають за малозрозумілим перебігом подій в феодальній країні з візантійським антуражем і північним кліматом.

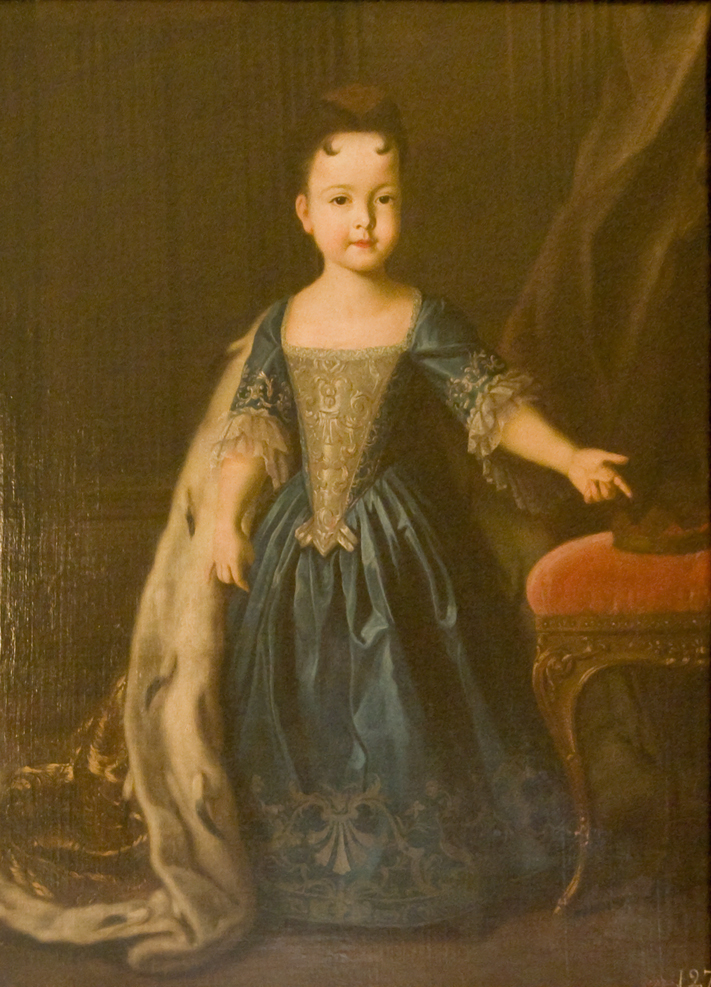
Луї Каравак. Донька Петра І Наталя, померла в 7 років.
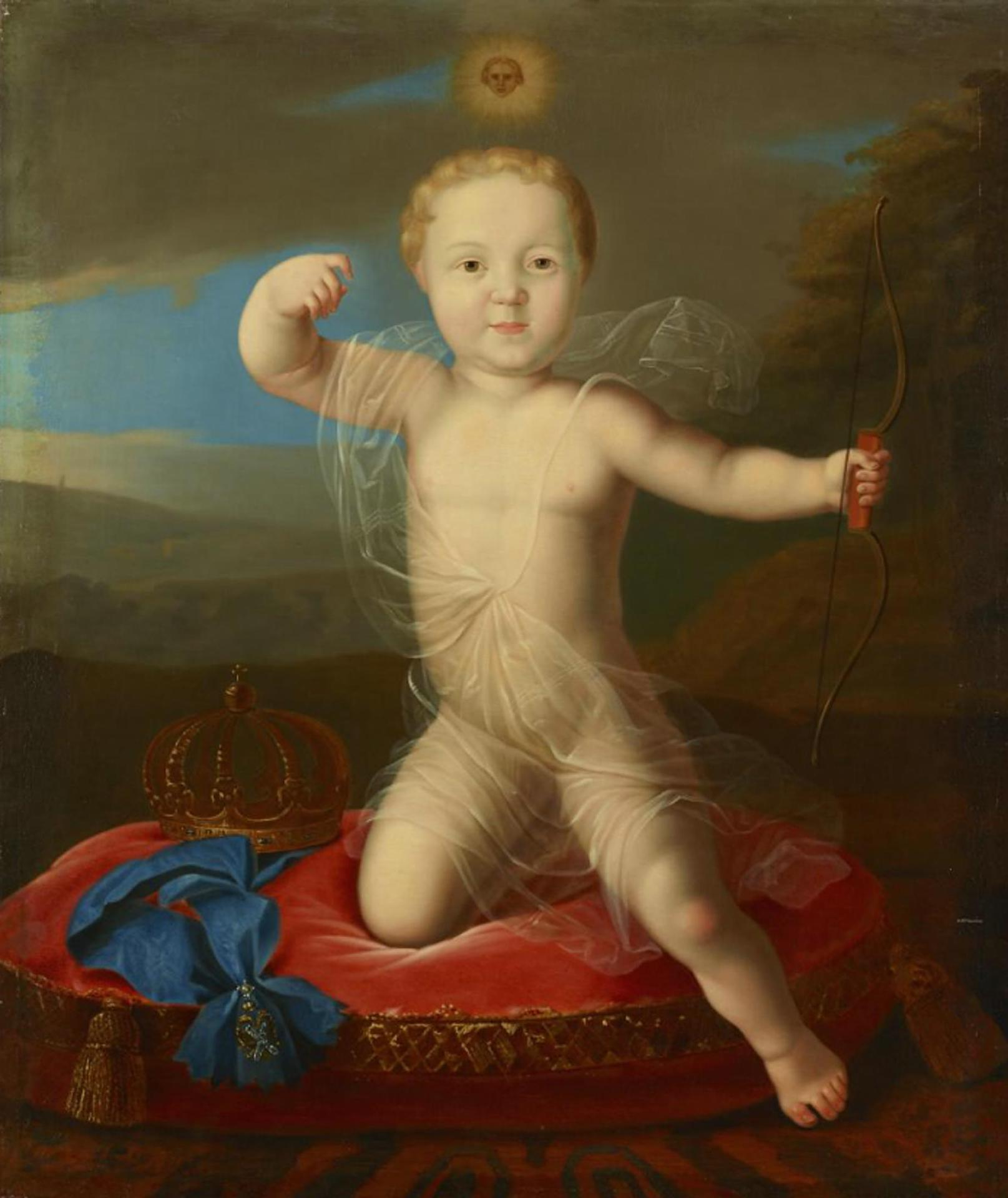
Луї Каравак. Петро Петрович, син Петра І, що помер дитиною

## Художня манера

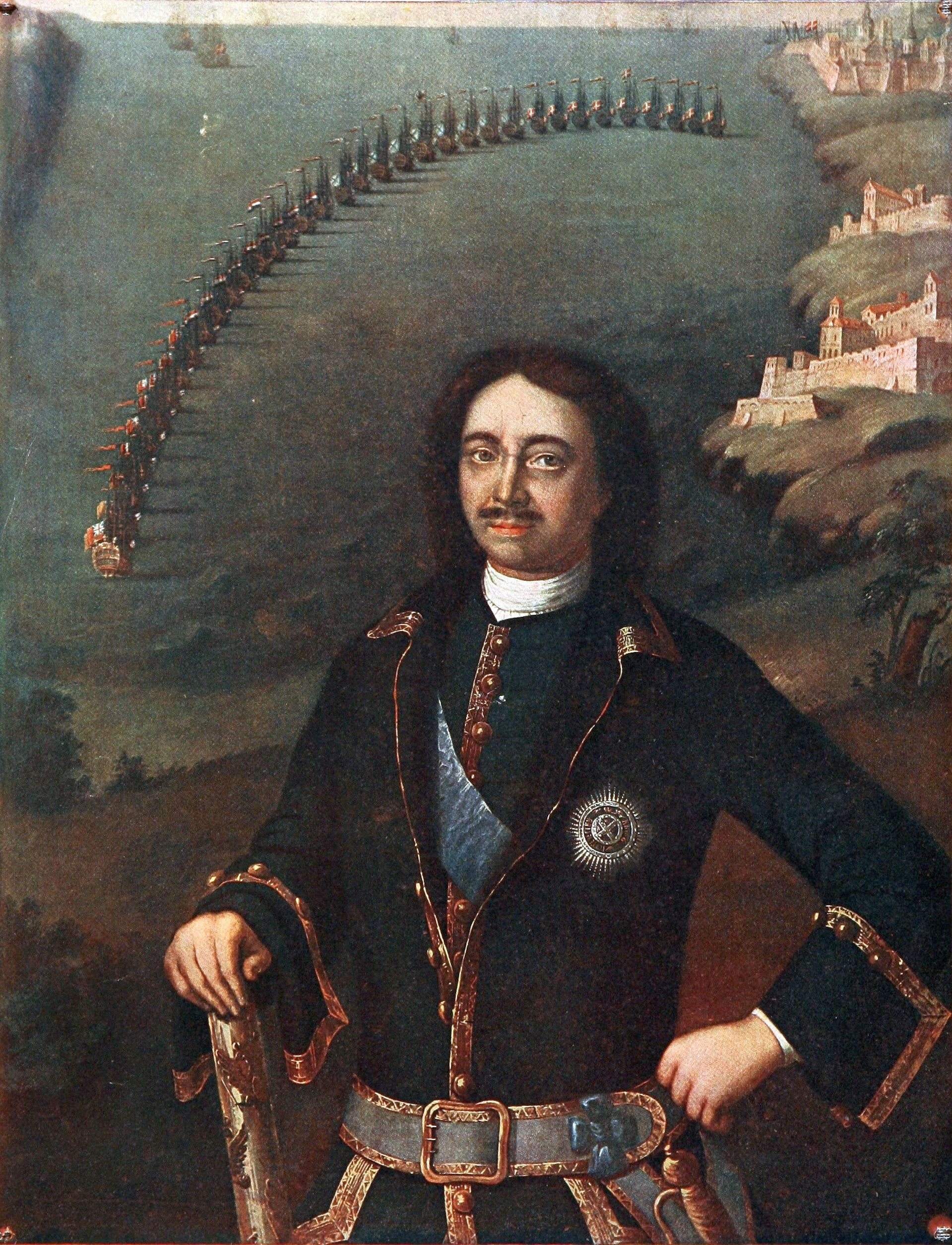
Петро І флотоводець, бл. 1716

Художня манера митця була легка, але компліментарна до високородних осіб, міфологізована і схильна ідеалізувати вельможні моделі. Барокова стилістика відчутна в портретах царя і, особливо, Катерини, з якою Петро І одружився у 1712. Петро І вимагав фіксувати власні перемоги на морі і суходолі, і до цього був активно залучений і Каравак. В 1716 та 1722 пише портрети царя Петра. Образи, створені Караваком, набувають статусу офіційних і зразкових. Замовник і вельможі спонукали митця до їх копіювання-тиражування. Неодноразово їх копіювали і інші митці, що тільки погіршувало якість продукції.
У портретах царя і його родини Луї Каравак іде за тогочасною європейською традицією парадного зображення, Звідси розкішні шати, впевнені постаті, величні жести, модні зачіски, розкішні мантії з хутром і коштовностями. Сучасники помічали схожість образів з реальними особами. Але вже Якоб Штелін, що збирав відомості про мистецьке життя імперії, бачив і його слабкості. Так, Каравак подав немовля Петра Петровича у вигляді Амура. Онучка Петра І від сина Олексія — наче маленька Діана. Доньки Петра I Анна та Єлизавета подані з квітами і шарфами, роздмухані міфологічним вітром, нереальним і штучним. На тлі ремісничих, скутих портретів сучасників Петра I, твори Каравака несли елементи нового етапу, нової естетики, притаманної мистецтву Франції і Італії — грайливого рококо. Звідси потяг до тьмяних рожевих і блакитних фарб, ляльковість персонажів, манірні і штучні жести, умовний одяг як у міфічних персонажів алегоричних картин. Хоча при створенні парадних портретів для палаців він бував досить точним при відтворенні зачісок, шитва і коштовних тканин.

## Іконопис
Лише в православній Росії початку 18 століття було можливе перетворення французького митця — в іконописця. Якщо запровадження в мистецтво країни батального жанру чи парадного портрету барокового зразка було наслідком запозичень іноземних мод і закордонних впливів, замови на православні ікони стали анахронізмом і поступками російській церкві. Несумісність західноєвропейської реалістичної системи 18 століття і умовності, схематизму візантійських канонів російського іконопису зараз ріжуть око. Але ця несумісність — характерна риса свідомості вельможних замовників дворянських родин і родини царської. Замовниками ікон, які доручили робити французу Луї Караваку, були сам цар Петро І та його донька Єлизавета Петрівна. І це тоді, коли художник водночас закінчував офіційні портрети Єлизавети Петрівни для дипломатичних посольств Російської імперії в інших європейських країнах. Старе і нове дивацькі співіснувало і перепліталось в головах замовників.

## Смерть
Помер в Петербурзі. Похований на іноверчеському цвинтарі біля Сампсоніївського собору (Виборзька сторона). У підрадянський період під час руйнації цвинтаря могила була втрачена.

## Вибрані твори
- Ікони для домової церкви Зимового палацу Петра І (зруйнована)
- Ікони для первісної Ісаакієвської церкви (зруйнована)
- Ікони для церкви Різдва Богородиці, Невська перспектива (зруйнована)
- картони для гобеленів петербурзької Шпалерної мануфактури
- дизайн монет і медалей
- Плафон західної галереї палацика Монплезір, Петергоф (палацово-парковий ансамбль)
- Плафон і декор павільйону Вольєр, Петергоф (палацово-парковий ансамбль)
- «Полтавська баталія», 1718, Ермітаж
- «Підкорення Шліссельбурга», 1721,
- «Портрет царя Петра I», 1717, Держ. Російський музей
- «Петро I флотоводець», 1716 (?), Центральний військово-морський музей
- «Портрет сина Петра І як Амура», 1716, Ермітаж
- «Портрет дружини царя Катерини Олексіївни», Держ. Російський музей
- «Доньки Петра і Анна та Єлизавета», 1717, Держ. Російський музей
- «Портрет Петра I», 1720-і, Академія наук
- «Портрет цесарівни Наталі Петрівни», 1722, Держ. Російський музей
- «Портрет цесарівни Анни Петрівни», 1725, Третьяковська галерея
- «Портрет цесарівни Анни Петрівни» Музей Тропініна і московських художників його часу, Москва
- «Хлопчик з шляхетної родини в мисливському вбрані», 1730-і рр.
- «Портрет імператриці Анни Іванівни», 1730
- «Портрет імператриці Анни Леопольдівни»
- «Портрет імператриці Єлизавети Петрівни»

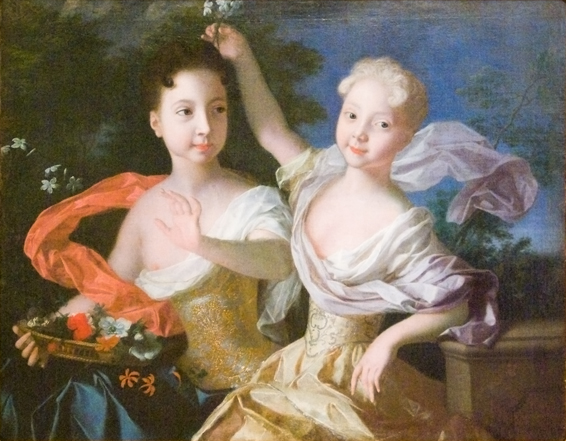
Доньки Петра Анна та Єлизавета, 1717, Російський музей
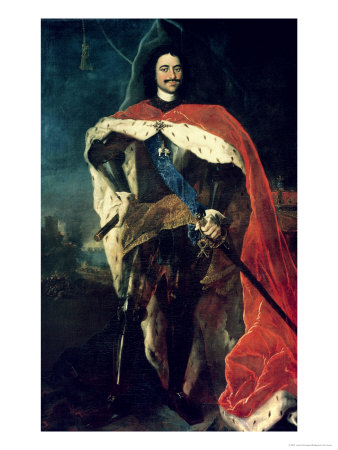
Парадний портрет царя Петра І, Ермітаж
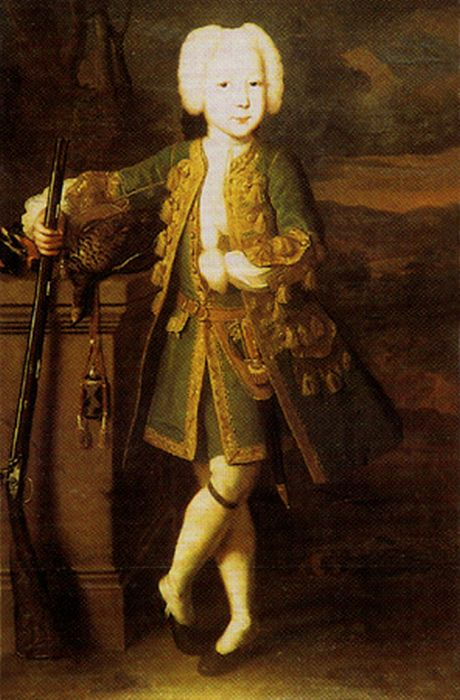
Хлопчик з шляхетної родини, 1730-і рр.